# Nikola Novosel – Miško
Nikola Novosel – Miško (Zagreb,  8. studenoga 1941. – Koprivnica, 13. prosinca 2020.), hrvatski agronom, humorist, kulturni i društveni djelatnik i glumac.

## Životopis
Rodio je kao deveto dijete Đure i Katarine Novosel, rođene Kancijan. Djetinjstvo je proveo u Ludbregu, gdje je prijateljevao s ludbreškim književnikom Mladenom Kerstnerom.
U Ludbregu je 1956. završio osnovnu školu, 1960. u Križevcima srednju, a 1966. u Zagrebu je diplomirao na Poljoprivrednom fakultetu, smjer stočarstvo. Godine 1984. stekao je stupanj magistra znanosti na temu „Hranidbe stoke i tehnologije stočne hrane.“

## Karijera
Prvo zaposlenje nakon srednje škole dobio je u Poljoprivrednoj zadruzi u Hrženici, a nakon fakulteta u Poljoprivrednom kombinatu u Ludbregu. Nakon preseljenja u Križevce, počeo je raditi u Poljoprivrednom i istraživačkom centru, današnjem Visokom gospodarskom učilištu. Tu je proveo najveći dio svojeg radnog vijeka. Umirovio se 2007. godine. Bavio se i nastavničkim poslom te objavio nekoliko stručnih i znanstvenih radova.

### Radni vijek
- 1966. – 1970. Poljoprivredno-zadružni kombinat u Ludbregu
- 1970. – 1978. Poljoprivredno-istraživački centar u Križevcima
- 1979. – 1982. direktor OPZ – Sveti Ivan Žabno
- 1982. – 2007. Visoko gospodarsko učilište u Križevcima

## Aktivizam
Bio je aktivist je Crvenog križa. U dva mandata obavljao je dužnosti predsjednika županijske organizacije, a bio je i član Glavnog odbora Hrvatskog Crvenog križa. Jedan je od osnivača križevačkog "Kluba liječenih alkoholičara" 1974. godine koji i danas uspješno djeluje. Politički je bio aktivan kao član Županijske skupštine Koprivničko-križevačke županije iz redova nezavisnih.

## Rad u kulturi
Sklonost glumi pokazivao je već u srednjoj školi, što mu je i donijelo nadimak Miško (lik kojeg je glumio u školskoj predstavi "Francek i Miško"). Od 1972. godine bio je uključen u organizaciju križevačkog Velikog spravišča, a redovit je gost bio i na Kalničkim uncutarijama i Picokijadi. Cijeli je život njegovao kajkavski humor i satiru, pa se kao animator, voditelj ili zabavljač ("vicmaher") pojavljivao na raznim lokalnim kulturnim događajima. Odigrao je zapažene epizodne uloge u serijama i filmovima: Mejaši (1970.), Gruntovčani (1975., lik Tune Pišpeka), Neuništivi (1990.), Doktorova noć (1990.), Dirigenti i mužikaši (1991.), Kontesa Dora (1993.), Srce nije u modi (2000.), Naši i vaši (2000.), Bumerang (2005.), Odmori se, zaslužio si (2006.) i dr. 
Pjevao je kao tenor u Hrvatskom pjevačkom društvu "Kalnik" iz Križevaca, Hrvatskom pjevačkom zboru "Zrinjski" iz Vrbovca, Križevačkom katedralnom zboru, velikom mješovitom zboru SKUD-a "Ivan Goran Kovačić" u Zagrebu, a od 1961. do 2001. godine bio je član Mješovitog vokalnog ansambla "Goranovci".

## Nagrade i priznanja
- Odlikovanje predsjednika RH Redom Danice Hrvatske s likom Marka Marulića (2012.)[3]
- Počasni građanin Ludbrega (2013.)[4]
- Nagrada za životno djelo Koprivničko-križevačke županije (2003.)[5]
- Nagrada za životno djelo Grada Križevaca (2010.)[6]

## Filmografija

### Televizijske uloge
- "Čuvar dvorca" kao Peter Hauptman (2017.)
- "Odmori se, zaslužio si" kao gospodin Slunjski / službenik (2007.; 2013.)
- "Bumerang" kao župan #2 (2006.)
- "Naši i vaši" kao kupač Miško (2002.)
- "Kontesa Dora" kao biljeter (1993.)
- "Dirigenti i mužikaši" kao Bendelja (1991.)
- "Neuništivi" (1990.)
- "Gruntovčani" kao Tuna Pišpek (1975.)

### Filmske uloge
- "Srce nije u modi" kao promatrač Šveđanin (2000.)
- "Doktorova noć" kao Miškec (1990.)

## Vanjske poveznice
- [neaktivna poveznica] pristupljeno 18. prosinca 2020.
- Bil sam jednostavno čovek, krizevci.info pristupljeno 18. prosinca 2020.